# Grimmelshausen-Gymnasium Gelnhausen
Das Grimmelshausen-Gymnasium Gelnhausen ist ein Gymnasium in Gelnhausen. Mit etwa 1.300 Schülern (Stand 2020/2021) und 136 Lehrern ist es eine der größten Schulen in Hessen. Sie wurde 1909 gegründet; seit 1947 bietet sie das Abitur als Abschluss an. 1951 wurde die Schule nach Hans Jakob Christoffel von Grimmelshausen benannt.

## Geschichte
Am 5. Oktober 1908 beschloss die Gelnhäuser Stadtverordnetenversammlung die Gründung einer weiterführenden Schule unter städtischer Trägerschaft. Nachdem der Minister der preußischen Provinz Hessen-Nassau den Antrag am 11. Februar 1909 genehmigte, konnte die Schule am 21. April 1909 eröffnet werden. Das erste Schulgebäude befand sich am Obermarkt 24 in einem Gebäude aus dem Jahr 1838 und steht noch heute. Im ersten Schuljahr besuchten 36 Schüler die Sexta, die ein Schulgeld von 120 bis 150 Mark, zuzüglich eines Aufschlags für auswärtige Schüler, zu entrichten hatten. Der erste Schulleiter, Paul Küchenthal, leitete die Schule nach für die damalige Zeit fortschrittlichen Prinzipien, so konnten die Schüler bereits einen Klassensprecher wählen und die sonst übliche körperliche Züchtigung von Schülern fand an der Gelnhäuser Schule nicht statt.
Nach dem Ersten Weltkrieg gab es wiederholt Klagen über das Schulgebäude, das nur unzureichend mit Öfen geheizt werden konnte, sodass die Stadt schon damals einen Neubau ins Auge fasste. Die bereits weit gediehenen Pläne, die einen Neubau auf dem Gelände des heutigen Finanzamtes vorsahen, scheiterten jedoch an der schlechten wirtschaftlichen Situation während der Weimarer Republik. Ab 1926 wurden erstmals auch Mädchen in die Schule aufgenommen, im Schuljahr 1928/1929 besuchten 160 Schüler die Schule. In der Zeit des Nationalsozialismus wurde die Schule gleichgeschaltet und zu einer Oberschule umgebaut, die jüdischen Schüler mussten die Schule bis 1935 verlassen. Im Kriegsverlauf wurden immer mehr Lehrkräfte und später auch Schüler zum Kriegsdienst eingezogen, sodass der Schulbetrieb 1945 schließlich ganz zum Erliegen kam.
Nach dem Krieg konnte der Schulbetrieb bereits am 22. November 1945 wieder aufgenommen werden. Die Schule wurde zu einem Realgymnasium ausgebaut, sodass Gelnhäuser Schüler erstmals das Abitur in der Stadt erwerben konnten und nicht länger nach Hanau, Frankfurt oder Fulda pendeln mussten. Im Schuljahr 1946/47 besuchten 500 Schüler die Schule, sodass die Raumnot immens wurde und zahlreiche Gebäude in der Umgebung für den Schulbetrieb angemietet werden mussten. Anlässlich des 275. Todestages von Hans Jakob Christoffel von Grimmelshausen nahm die Schule 1951 den Namen „Grimmelshausen-Schule“ an. 1956 wurde die Schulträgerschaft von der Stadt auf den Kreis Gelnhausen übertragen, und 1959 konnte schließlich das heute noch genutzte Schulgebäude in der Aue bezogen werden.
Das B-Gebäude wurde erneuert.

## Besonderheiten
Das Grimmelshausen-Gymnasium ist eine Halbtagsschule, eine Ganztagsbetreuung ist nicht vorgesehen. Das Einzugsgebiet erstreckt sich weitestgehend auf den gesamten ehemaligen Kreis Gelnhausen mit den Städten Bad Orb, Gelnhausen und Wächtersbach sowie den Gemeinden Biebergemünd, Birstein, Brachttal, Flörsbachtal, Freigericht, Gründau, Hasselroth und Linsengericht. Das Gymnasium beschloss zum Schuljahr 2013/2014 die Rückkehr zum Abitur nach neun Jahren, nachdem zuvor 2004 das Abitur nach acht Jahren (G8) verpflichtend für alle hessischen Gymnasien eingeführt wurde.
Das Caféhaus, ein schuleigenes Projekt, bei dem sich Schüler, Eltern und Lehrer in der Cafeteria der Schule ehrenamtlich engagieren, in einer gemütlichen Atmosphäre nachhaltig und fair produzierte Getränke und Snacks anzubieten.
Seit 1962 betrieb die Schule einen eigenen Jazzkeller, wo zuerst Live-Jazz gespielt wurde; später verwandelte sich der „Keller“ in Hessens einzige offizielle Schul-Discothek. Den Jazzkeller in der ursprünglichen Form gibt es nicht mehr; allerdings veranstaltet der Ehemaligenverein zweimal jährlich ein sogenanntes „Jazzkeller-Revival“ im Kulturkeller der Schule. Der Kulturkeller ist im ehemaligen Fahrradkeller untergebracht, der bis Mitte der 1990er Jahre bestand.
Die Ansprechbar, ein ökumenisch besetztes Projekt mit einem eigenen Raum, in dem neben engagierten Schülern ein Jugenddiakon der evangelischen Kirche und ein Pastoralreferent des Bistums Fulda als Schulseelsorger bei Problemen als Ansprechpartner zur Verfügung stehen.
Eine wissenschaftliche Bibliothek mit einer umfangreichen Sammlung fachwissenschaftlicher Werke und das Grimmels-Buchland mit Unterhaltungsliteratur für jedes Alter.
Das Gymnasium ist Schulsportnebenzentrum, zertifizierte MINT-freundliche Schule, zertifizierte Umweltschule, Exam Preparation Centre für das Cambridge Certificate und seit 2019 Erasmus+ - Schule.
Die Schule pflegt Schulpartnerschaften mit Clamecy in Frankreich, Arvika in Schweden, Cieszyn in Polen, Istra in Russland und Santiago de Compostela in Spanien.

## Sprachfolge
- Englisch als erste Fremdsprache
- Französisch, Latein oder Spanisch als zweite Fremdsprache
- Französisch, Spanisch oder Latein als dritte Fremdsprache[4]

## Austauschprogramme
Das Gymnasium pflegt internationale Kontakte und damit verbundene Schüleraustauschprogramme mit Schulen in Clamecy (Frankreich), Arvika (Schweden), Istra (Russland) und Cieszyn (Polen). Im Jahr 2019 gab es einen Austausch nach Moskau.

## Bekannte Schüler
- Peter Dudek (* 1949), deutscher Pädagoge, Universitätsprofessor und Autor
- Mariana Harder-Kühnel (* 1974), deutsche Politikerin (AfD) und Bundestagsabgeordnete
- Herbert Heckmann (1930–1999), deutscher Schriftsteller
- Rolf Müller (* 1947), deutscher Politiker (CDU) und Landtagsabgeordneter
- Peter Tauber, (* 1974), Bundestagsabgeordneter und ehemaliger CDU-Generalsekretär
- Wolfram Weimer (* 1964), deutscher Journalist, Buchautor und Chefredakteur beim Nachrichtenmagazin Focus
- Simon Krätschmer (* 1979), deutscher Fernsehmoderator, Mitbegründer und Moderator von Rocket Beans TV
- Laura Knöll (* 1991), deutsche Fernsehmoderatorin, Tigerentenclub